# Агаскыр (озеро)
Агаскы́р (хак. Ах асхыр кӧлi — «озеро белого жеребца») — пресное сточное озеро в левобережье среднего течения реки Печище. Располагается на территории Орджоникидзевского района Республики Хакасия.
Озеро Агаскыр находится к северу от одноимённой деревни, в долине Чёрного Июса на высоте 522 м над уровнем моря в предгорьях Кузнецкого Атата́у.
Вытянуто в направлении северо-запад — юго-восток. Длина — 2 км, ширина — 1 км. Площадь — около 2 км². Окружено светлохвойной тайгой с преобладанием лиственницы. Дно сложено вулканогенными породами. Сток из озера идёт на юго-восток по протоке в реку Печище, левый приток Чёрного Июса.

## Интересный факт
В Хакасии и Туве, в том числе и на озере Агаскыр, водится вид бабочек, чьё латинское видовое название включает слово Агаскыр — энеида болотная восточная (oeneis agaskyra Korshunov et Nikolaev, 2002).